# Гижицкий, Густав
Альберт Герман Густав фон Гижицкий (нем. Albert Hermann Gustav von Giżycki; 1856, Кёнигсберг — 13 апреля 1889, Рига) — немецкий скрипач, композитор, музыкальный педагог и музыкальный критик.
Учился в Лейпциге. В 1885 году открыл в Риге музыкальную школу, просуществовавшую до Первой мировой войны (с 1904 г. ею руководили Николай Алунан и Теодор Лемба); в разные годы в ней преподавали Бруно Вальтер, Ованес Налбандян, Яков Магазинер, учились Албертс Берзиньш, Арвидс Норитис и другие. Работал музыкальным обозревателем газеты Rigasche Zeitung.
Положил на музыку (для мелодекламатора и фортепиано) баллады Фридриха Шиллера «Порука», И. В. Гёте «Певец» и Рудольфа Баумбаха «Лебединый рыцарь» (1883), первая из них оркестрована в 2020 г. Робертом Цецилиусом. Написал ряд песен на стихи Баумбаха, Г. Э. Лессинга, Михаэля Видемана, Георга фон Диггерна и др.
Сыновья — Эрнст фон Гижицкий, виолончелист, ученик Георга Вилле, и Артур фон Гижицкий (известен также как Гижицкий-Аркадьев, нем. Gizycki-Arkadjew), пианист и музыкальный критик; оба в наибольшей степени известны своим увлечением джазом в 1920-е гг.